# Buggiano
Buggiano – miejscowość i gmina we Włoszech, w regionie Toskania, w prowincji Pistoia.
Według danych na rok 2004 gminę zamieszkiwało 8025 osób, 501,6 os./km².
Urodził tu się dyplomata papieski abp Egidio Lari.

## Współpraca
- Ascheberg, Niemcy